# シネマの天使
『シネマの天使』（しねまのてんし）は、2015年11月7日公開の日本映画。

## 概要
1892年に芝居小屋としてスタートしてから多くの名作を上映してきた、広島県福山市の老舗映画館・シネフク大黒座の閉館にまつわるストーリを、実話を織り交ぜつつ、取り壊し間際の実際の大黒座を使って撮影。
スタッフや観客、大黒座を取り巻く様々な思いが交錯する様子を、閉館までのドラマとして描く。

主演は、本作が映画初主演となる藤原令子と本郷奏多。
本作と同じく、広島を舞台にした『ラジオの恋』で劇映画に進出した時川英之がメガホンを取った。

広島県内では、10月31日より先行公開された。

また、公開から2週間後に阿藤快が急逝。彼の遺作となった。

## ストーリー
1892年に開館し、長きに渡り広島県福山市の地で親しまれてきた、老舗映画館の大黒座が閉館することになった。

大黒座で働き始めたばかりの新入社員・明日香はある夜、館内で謎の老人に出会う。老人は奇妙な言葉を残して、忽然と姿を消す。

いつか自分の映画を作りたいと夢見ているバーテンダーのアキラをはじめとする閉館反対の人々、そんな人たちをなだめる支配人、館内の壁にメッセージを書く観客たち、様々な大黒座を愛する人たちの思いが溢れ出すなかで、大黒座はついに最終日を迎える。

長い歳月の間、人々に愛されてきた映画館で、それぞれの脳裏に浮かび上がる思い出。スクリーンに最後の映画が映し出された時、あの謎の老人が再び現れる。

## キャスト
大黒座
- 明日香(大黒座の新入社員) - 藤原令子[2][3]
- 藤本(大黒座支配人) - 石田えり[2][3]
- 大久保(大黒座映写技師) - 阿藤快[2][3]
- 谷村(大黒座社員) - 佳村さちか[2][3]
- 竹井(大黒座社員) - 末武太[2][3]

大黒座の関係者
- アキラ(バーテンダー) - 本郷奏多[2][3]
- 中沢(大黒座常連客) - 高尾六平[2][3]

その他
- 謎の帽子の老人 - ミッキー・カーチス[2][3]
- 豊下(ヤクザ風の男) - 岡崎二朗[2][3]
- 仙人 - 横山雄二[2][3]
- 仙人のアシスタント - 及川奈央[2][3]
- TV局ディレクター新見 - 安井順平[2][3]
- 松木(銀行員) - 那波隆史[2][3]
- アキラのバーの常連客 - 國武綾[2][3]
- アキラのバーの常連客 - 大義サトシ
- アキラのバーの常連客 - 新沸誠康
- 居酒屋店員 - 西田篤史[2][3]
- 吸収するシネコン会社役員 - 柿辰丸
- 大黒座閉館セレモニー司会 - 兼永みのり
- 声の出演 - 中野さくら
- 声の出演 - 小林克也

## スタッフ
- 監督・編集・脚本・原案 - 時川英之[2][3]
- 製作総指揮 - 益田祐美子[2]
- エグゼクティブプロデューサー - 福岡愼二[2]
- 企画 - 酒井一志[2]
- 脚本協力 - 北川亜矢子
- プロデューサー - 尹美亜[2]
- 音楽 - 佐藤礼央[2]
- ラインプロデューサー - 塚村悦郎[2]
- 撮影 - 今井俊之[2]
- 照明 - 小田巻実[2]
- 録音 - 小原善哉[2]
- 美術 - 部谷京子[2]
- キャスティング協力 - 佐藤ちひろ
- 助監督 - 松尾崇[2]、松沢真美
- 撮影(BCAM) - 池田美都
- スタイリスト - 小里幸子、渡部祥子
- ヘアメイク - 大橋茉冬
- 制作 - 伊勢準一、田中智明
- シネフク大黒座 閉館日撮影 - 撮影：的場泰平　音声：久保田紀子
- 音響効果 - 中村佳央
- カラリスト - 陸慧安
- VFX - 山崎大祐
- ヴァイオリン - 末延麻裕子
- コーラス -本田みちよ
- ギター - 山口亮志
- 音楽プロデュース - 佐藤昌之(from ETUDE LLP)
- デザイン - 江野耕治[2]
- 劇中ポスターデザイン - オリシゲシュウジ
- スチール - 麻生祥代
- テーマ曲「シネマの天使」作曲：佐藤礼央
- ミュージックデザイン＆オーケストレーション - 岡崎雄二郎(from CMS-works)
- 劇中上映作品 - 映画『ローマの休日』 映画『素晴らしき哉、人生!』
- 製作 - 製作委員会（エフスペース / 平成プロジェクト / 中国放送 / ふゅーレック / 無そう / 山陽空調工業 / プラナコーポレーション / TBSサービス / 神仙 / TimeRiver Pictures / ランドハウス / 島屋）
- 制作プロダクション - TimeRiver Pictures
- 配給協力 - キネマ旬報社
- 配給 - 東京テアトル

## DVD
2016年6月8日発売。

特典映像を加えたメモリアル・エディションと、本編のみ収録したスタンダード・エディションの2種類を発売。

- 発売元 - TBSサービス
- 販売元 - TCエンタテインメント